# Jüdischer Friedhof (Lubliniec)
Koordinaten: 50° 39′ 47″ N, 18° 40′ 59″ O

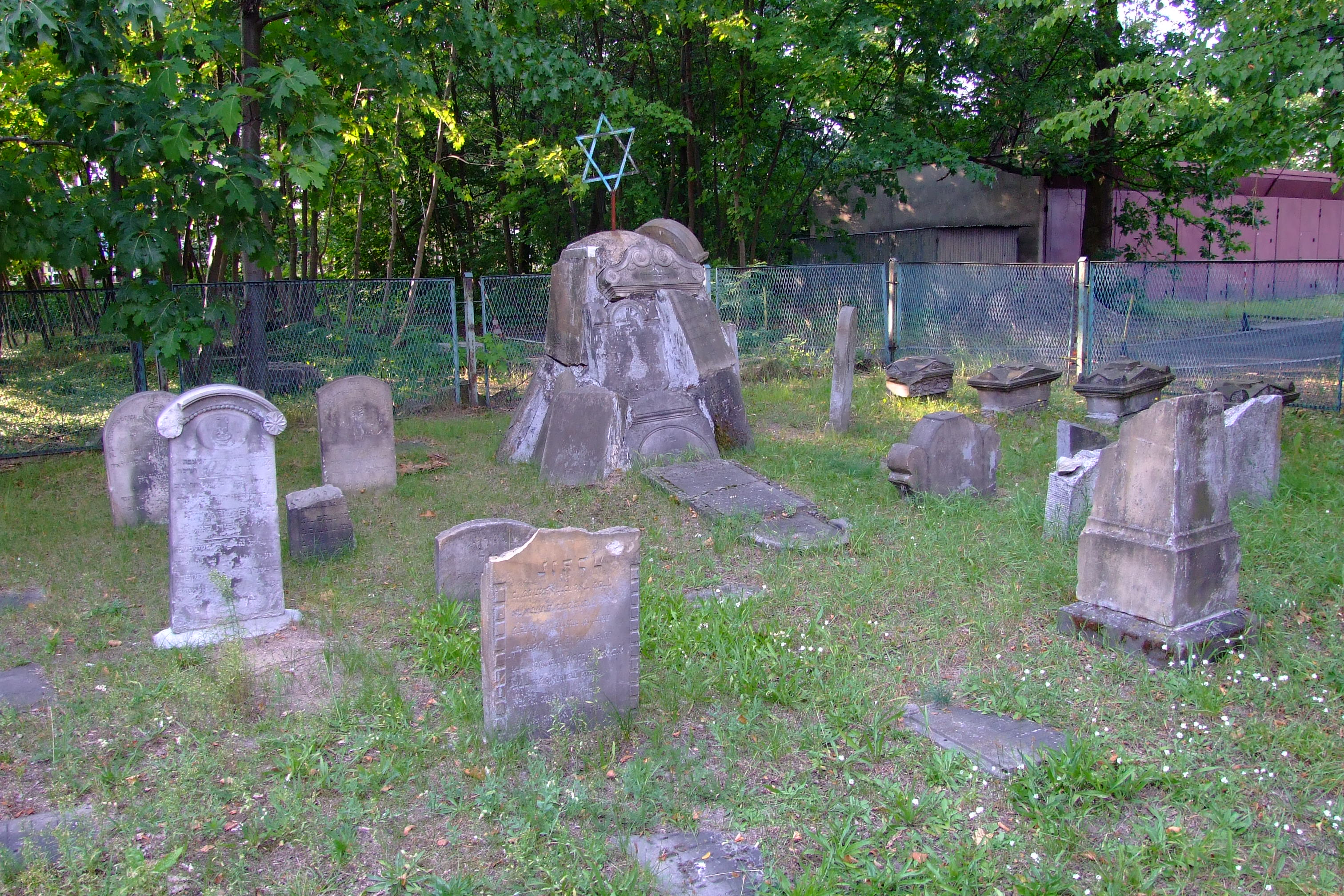
Jüdischer Friedhof in Lubliniec

Der Jüdische Friedhof in Lubliniec (deutsch Lublinitz), einer Stadt in der Woiwodschaft Schlesien in Polen, wurde 1845 angelegt.
Auf dem jüdischen Friedhof in der Listopada-Straße wurden bis zum Zweiten Weltkrieg etwa 1100 Tote bestattet. So auch die Großeltern und die älteren Brüder von Edith Stein.